# سيم سيتي (لعبة فيديو 1989)
سيم سيتي (بالإنجليزية: SimCity) هي لعبة فيديو صدرت في أكتوبر 3, 1989، وهي متوفرة على أجهزة أميغا وأمستراد س ب س وكومودور 64 ودوس وسيمبيان وجيم بوي أدفانس وأو إس/2 وجنو/لينكس. اللعبة من تطوير ماكسيس سوفتوير ومن نشر ماكسيس سوفتوير ونينتندو إنترتينمنت أنالسيس أند دفيلوبمنت.

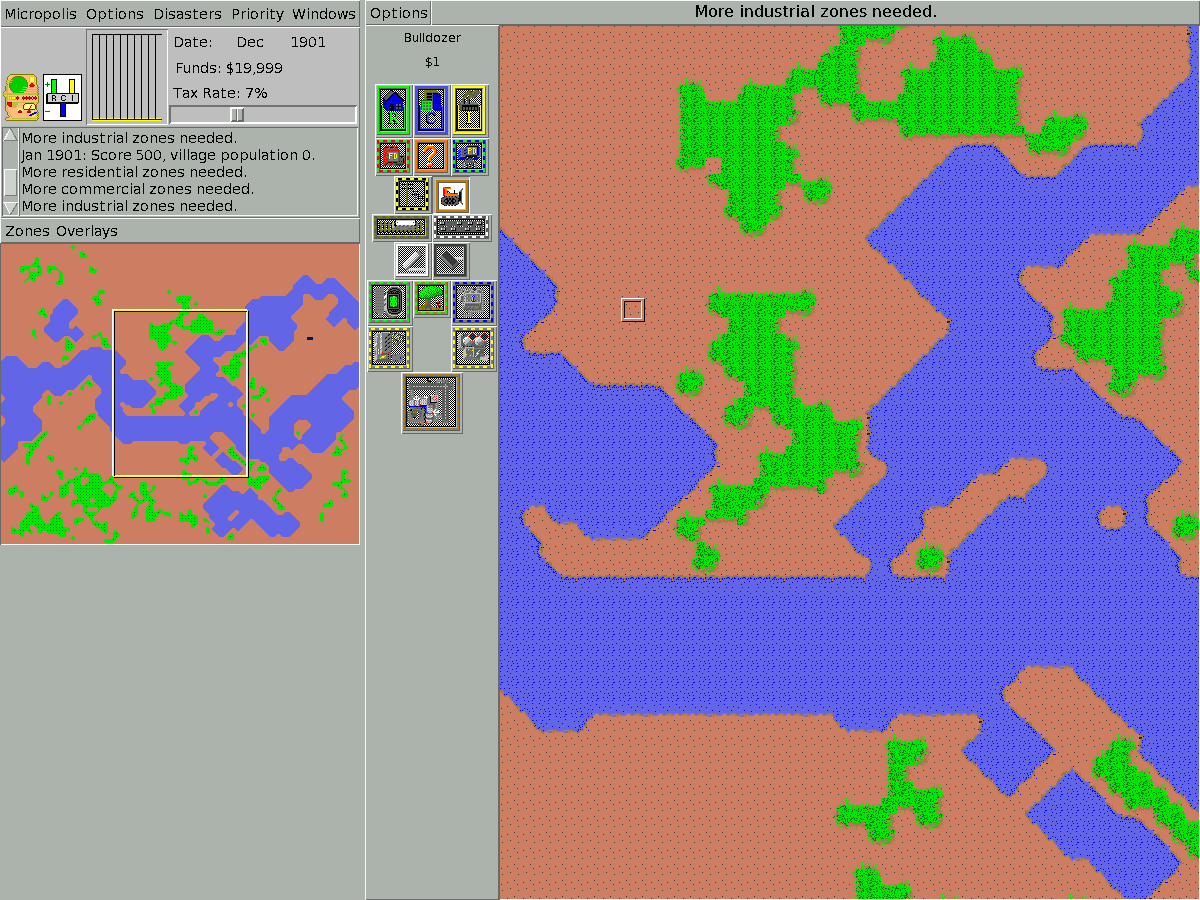
سيم سيتي أثناء اللعبة

## وصلات خارجية
- سيم سيتي على موقع IMDb (الإنجليزية)
- Official SimCity website نسخة محفوظة 17 يوليو 2011 على موقع واي باك مشين.
- Official Nintendo Japan SimCity Super Famicom site
- SimCity على موبي غيمز
- SimCity يمكن لعبها مجانا في المتصفح في أرشيف الإنترنت
- Browser-based version of SimCity
- Source code and binary from developer Don Hopkins's website
- Images of Commodore 64 version of SimCity box and manual at C64Sets.com